# Стадион Роберт Ф. Кенеди меморијал
Стадион Роберт Ф. Кенеди меморијал (енгл. Robert F. Kennedy Memorial Stadium) је вишенаменски стадион у граду Вашингтон, САД. На овом стадиону су своје домаће утакмице играли Вашингтон редскинси (амерички фудбал), а Вашингтон сенатори и Вашингтон националси (бејзбол). Од 1996. до 2017. године, Д.Ц. Јунајтед (МЛС). Поред тога, фудбалска репрезентација Сједињених Држава је тамо одиграла 22 утакмице код куће од 1977. године, више него на било ком другом стадиону у земљи.

## Историја
Стадион је свечано отворен 1. октобра 1961. под називом Стадион округа Колумбија (District of Columbia Stadium). Био је то један од првих великих вишенаменских стадиона у Сједињеним Државама, дизајниран да буде погодан за бејзбол и фудбалске утакмице. Трибине су савршено кружне, што је реплицирано на сличним стадионима као што су стадион Ши (Њујорк), Астродом (Хјустон) и стадион округа Атланта-Фултон (Атланта).
Од 1968. године стадион се зове Меморијал Роберта Ф. Кенедија, у част бившег државног тужиоца и тада недавно преминулог сенатора, познатог по својој љубави према спорту.

## Важније утакмице

### Светско првенство у фудбалу 1994.
| Датум         | Репрезентација | Рез.  | Репрезентација    | Коло          | Гледалаца |
| ------------- | -------------- | ----- | ----------------- | ------------- | --------- |
| 19. јун 1994. | Мексико        | 0 : 1 | Норвешка          | Група Е       | 52.395    |
| 20. јун 1994. | Холандија      | 2 : 1 | Саудијска Арабија | Група Ф       | 50.535    |
| 28. јун 1994. | Мексико        | 1 : 1 | Италија           | Група Е       | 52.535    |
| 29. јун 1994. | Белгија        | 0 : 1 | Саудијска Арабија | Група Ф       | 52.959    |
| 2. јул 1994.  | Шпанија        | 3 : 0 | Швајцарска        | Осмина финала | 53.121    |

#### Утакмице мушке репрезентације Сједињених Држава
Мушка фудбалска репрезентација Сједињених Држава одиграла је више утакмица на стадиону РФК него било којем другом стадиону. Понекад се сугерисало да би због природе РФК-а и његове необичности то био прикладан национални стадион ако би амерички фудбал икада тражио такав стадион. Неколико истакнутих репрезентативаца дало је голове у РФК-у, међу којима су Брајан Мекбрајд, Коби Џонс, Ерик Вајналда, Џо-Макс Мур, Клинт Демпси, Мајкл Бредли и Лендон Донован.
| Датум              | Такмичење                                          | Репрезентација   | Рез.  | Репрезентација    | Гледалаца    |
| ------------------ | -------------------------------------------------- | ---------------- | ----- | ----------------- | ------------ |
| 6. октобар 1977.   | Пријатељска                                        | Кина             | 1 : 1 | Сједињене Државе  | Није познато |
| 12. мај 1990.      | Пријатељска                                        | AFC Ajax         | 1 : 1 | Сједињене Државе  | 18.245       |
| 19. октобар 1991.  | Пријатељска                                        | Северна Кореја   | 2 : 1 | Сједињене Државе  | 16.351       |
| 30. мај 1992.      | Куп УС 1992.                                       | Сједињене Државе | 3 : 1 | Република Ирска   | 35.696       |
| 13. октобар 1993.  | Пријатељска                                        | Мексико          | 1 : 1 | Сједињене Државе  | 23.927       |
| 18. јун 1995.      | Куп УС 1995.                                       | Сједињене Државе | 4 : 0 | Мексико           | 38.615       |
| 8. октобар 1995.   | Пријатељска                                        | Сједињене Државе | 4 : 3 | Саудијска Арабија | 10.216       |
| 12. јун 1996.      | Куп УС 1996.                                       | Боливија         | 2 : 0 | Сједињене Државе  | 19.350       |
| 3. новембар 1996.  | Квалификације за светко првенство 1998. (КОНКАКАФ) | Сједињене Државе | 2 : 0 | Гватемала         | 30.082       |
| 3. октобар 1997.   | Квалификације за светко првенство 1998. (КОНКАКАФ) | Јамајка          | 1 : 1 | Сједињене Државе  | 51.528       |
| 30. мај 1998.      | Пријатељска                                        | Шкотска          | 0 : 0 | Сједињене Државе  | 46.037       |
| 13. јун 1999.      | Пријатељска                                        | Сједињене Државе | 1 : 0 | Аргентина         | 40.119       |
| 3. јун 2000.       | Куп УС 2000.                                       | Сједињене Државе | 4 : 0 | Јужна Африка      | 16.570       |
| 3. септембар 2000. | Квалификације за светко првенство 2002. (КОНКАКАФ) | Сједињене Државе | 1 : 0 | Гватемала         | 51.556       |
| 1. септембар 2001. | Квалификације за светко првенство 2002. (КОНКАКАФ) | Хондурас         | 3 : 2 | Сједињене Државе  | 54.282       |
| 12. мај 2002.      | Пријатељска                                        | Сједињене Државе | 2 : 1 | Уругвај           | 30.413       |
| 17. новембар 2002. | Пријатељска                                        | Сједињене Државе | 2 : 0 | Салвадор          | 25.390       |
| 13. октобар 2004.  | Квалификације за светко првенство 2006. (КОНКАКАФ) | Сједињене Државе | 6 : 0 | Панама            | 22.000       |
| 11. октобар 2008.  | Квалификације за светко првенство 2010. (КОНКАКАФ) | Сједињене Државе | 6 : 1 | Куба              | 20.249       |
| 8. јун 2009.       | Конкакафов златни куп 2009.                        | Сједињене Државе | 2 : 1 | Хондурас          | 26.079       |
| 14. октобар 2009.  | Квалификације за светко првенство 2010. (КОНКАКАФ) | Костарика        | 2 : 2 | Сједињене Државе  | 36.243       |
| 19. јун 2011.      | Конкакафов златни куп 2011.                        | Сједињене Државе | 2 : 0 | Јамајка           | 45.424       |
| 2. јун 2013.       | Утакмица за стогодишњицу америчког фудбала         | Сједињене Државе | 4 : 3 | Немачка           | 47.359       |
| 4. септембар 2015. | Пријатељска                                        | Сједињене Државе | 2 : 1 | Перу              | 28.896       |
| 11. октобар 2016.  | Пријатељска                                        | Сједињене Државе | 1 : 1 | Нови Зеланд       | 9.012        |